# The Single Collection
The Single Collection — первый бокс-сет, выпущенный финской рок-группой HIM. Релиз состоялся 7 октября 2002 года. В компиляцию вошли немецкие версии всех синглов с альбомов Greatest Lovesongs vol. 666, Razorblade Romance, Deep Shadows and Brilliant Highlights. Сингл «Your Sweet Six Six Six» не был включен в издание, так как издавался только в Финляндии.
Как следует из названия, сборник синглов ансамбля включает в себя некоторые знаковые синглы финской готик-металлической группы за всю их карьеру, в том числе «It’s All Tears», «When Love and Death Embrace», «Gone With the Sin» и кавер-версию «Wicked Game» Криса Айзека. В сборник также вошло множество би-сайдов, например «Again», «Salt in Our Wounds» и «Please Don’t Let It Go», а также инструментальные версии, акустические версии и ремиксы некоторых хитов группы. По мнению критики, коллекция The Single Collection была довольно обширна и представительна. Она способна была заинтересовать, но некоторые поклонники могли быть разочарованы форматом издания: комплект бокс-сета включал 44 трека разделённых на 10 дисков, как если бы они были настоящими CD-синглами. Хотя это и добавляет сету ощущение аутентичности, для некоторых слушателей это может быть неудобно.

## Список композиций

### «It’s All Tears (Drown in This Love)»
1. «It’s All Tears (Drown in This Love)» — 3:47
2. «The Heartless» (Club-Remix) — 3:58

### «Wicked Game»
1. «Wicked Game» — 3:54
2. «For You» — 4:00
3. «Our Diabolikal Rapture» — 5:20
4. «Wicked Game» (666 Remix) — 3:58

### «When Love and Death Embrace»
1. «When Love and Death Embrace» (Radio-Edit) — 3:36
2. «When Love and Death Embrace» (AOR-Radio Mix) — 3:49
3. «When Love and Death Embrace» (Original Single Edit) — 4:17
4. «When Love and Death Embrace» (Album Version) — 6:11

### «Join Me»
1. «Join Me» — 3:39
2. «It’s All Tears» (Unplugged) — 3:48
3. "Rebel Yell (Live @ Ruisrock 2000) — 5:12
4. «Dark Sekret Love» — 5:17

### «Right Here in My Arms»
1. «Right Here in My Arms» (Radio Edit) — 3:23
2. «Join Me in Death» (Razorblade Mix) — 3:36
3. «The Heartless» (Space Jazz Dubmen Mix) — 3:58
4. «I’ve Crossed Oceans of Wine to Find You» — 4:39

### «Poison Girl»
1. «Poison Girl» — 3:50
2. «Right Here in My Arms» (Live) — 4:42
3. «It’s All Tears» (Live) — 3:52
4. «Poison Girl» (Live) — 3:40

### «Gone With the Sin»
1. «Gone With the Sin» (Radio Edit) — 3:51
2. «Gone With the Sin» (O.D. Version) — 4:58
3. «For You» (Acoustic Version) — 4:08
4. «Bury Me Deep Inside Your Heart» (Live) — 4:13
5. «Gone With the Sin» (Album Version) — 4:22

### «Pretending»
1. «Pretending» — 3:41
2. «Pretending» (Alternative Mix) — 3:56
3. «Pretending» (Cosmic Pope Jam Version) — 8:00
4. «Please Don’t Let it Go» (Acoustic Version) — 4:39
5. «Lose You Tonight» (Caravan Version) — 6:08

### «In Joy and Sorrow»
1. «In Joy and Sorrow» (Radio Edit) — 3:33
2. «Again» — 3:28
3. «In Joy and Sorrow» (String Version) — 5:01
4. «Salt in Our Wounds» (Thulsa Doom Version) — 7:02
5. «Beautiful» (Third Seal) — 4:32

### «Heartache Every Moment & Close to the Flame»
1. «Heartache Every Moment» — 3:56
2. «Close to the Flame» — 3:46
3. «Salt in Our Wounds» (Acoustic Version) — 3:57
4. «In Joy and Sorrow» (Acoustic Version) — 4:02
5. «Pretending» (Acoustic Version) — 4:01
6. «Heartache Every Moment» (Acoustic Version) — 3:34
7. «Close to the Flame» (Acoustic Version) — 3:22